# 전주시립교향악단
문화의 도시 전주를 대표하는 전주시립교향악단은 1975년 1월 초대상임지휘자 유영수 교수에 의해 전주관현악단으로 발족하여 그 이듬해인 1976년 전주시립교향악단으로 창단되었다. 1987년을 기점으로 단원의 상임화를 시작, 1997년 전 단원의 상임화로 현재는 2관 편성의 오케스트라로 명실공히 예향이라 일컬어지는 전라북도의 음악계를 주도적으로 이끌어오고 있다. 초대 상임지휘자 유영수, 2대 상임지휘자 유봉헌, 3대 상임지휘자 유영재, 4대 상임지휘자 박태영, 5대 상임지휘자 김용윤, 6대 상임지휘자 강석희, 7대 상임지휘자 최희준, 8대 상임지휘자 김경희 등이 역임하였고, 현재는 9대 예술감독 겸 상임지휘자인 성기선과 함께 시민들에게 더욱 사랑받는 오케스트라로 자리 잡고 있다. 정기연주회, 오페라, 남 일본방송 초청 공연, 일본 가나자와시 초청 공연, 교향악축제 등을 통해 다양한 레퍼토리와 수준 높은 클래식 음악의 완성을 보여주고 있으며, 도내 유망 신인과 청소년들이 차세대 음악계의 주역으로서 활동하는데 발판이 되어주고자 마련하는 ‘유망주(신인)발굴시리즈’, 청소년들의 클래식 음악 감상과 연주의 폭을 넓혀주기 위해 개최하는 ‘에듀콘서트’ 등 테마가 있는 다양한 기획연주를 통해 클래식에서 느껴지는 감동을 선물하고 있다. 또한, 많은 사람들에게 행복을 전파하고자 공공기관, 기업, 학교, 도서관 등을 방문하여 공연하는 ‘찾아가는 음악회’는 시민들에게 아름다운 선율을 선사하고, 소외계층까지 클래식 음악을 전파하는 의미 있는 연주회로 호평 받고 있다.
2024년 ‘대한민국 문화도시’ 예비도시로 선정되어 문화로 지역의 삶을 바꾸는 전주시의 정책과 발맞추어 관립단체로서 문화산업도시로 도약하는데 기여하며, 도시의 글로벌 인지도와 호감도를 높이는 국제공공외교에도 앞장서고 있다. 
전라북도를 대표하는 전주시립교향악단은 지속적인 노력과 운영의 새로운 시도를 통해 음악문화발전과 시민의 정서함양은 물론 지역사회 발전에도 크게 이바지하고 있다.